# Spejlet
Spejlet (russisk: Зеркало, translit.: Zerkalo (eller Serkalo)) er en sovjetisk spillefilm fra 1975 produceret af Mosfilm og instrueret af Andrej Tarkovskij. Filmen er løst selvbiografisk, og er ukonventionelt struktureret og inkorporerer digte skrevet og oplæst af instruktørens far, Arsenij Tarkovskij.
Spejlet er struktureret i form af en ikke-lineær fortælling, der udfolder sig omkring minder, som en døende digter genkalder sig om nøgleøjeblikke i sit liv og i den sovjetiske kultur. Filmen kombinerer nutidige scener med barndomsminder, drømme og newsreel-optagelser. Dens kinematografi skifter mellem farve, sort-hvid og sepia. Filmens løse flow af drømmesekvenser er blevet sammenlignet med "stream of consciousness"-teknikken forbundet med modernistisk litteratur.
Spejlet polariserede oprindeligt kritikere og publikum, hvor mange fandt dens fortælling uforståelig. Siden udgivelsen er den blevet genvurderet og anses i dag som et mesterværk indenfor "art cinema"-film såvel som Tarkovskijs magnum opus.
Filmen havde dansk premiere den 11. juli 1975 i Grand Teatret, hvor den spillede i næsten to måneder.

## Handling

### Struktur og indhold
Spejlet skildrer tanker, følelser og minder fra Aleksej, eller Aljosja (spillet af Ignat Daniltsev) og verden omkring ham som barn, ung og som 40-årig. Den voksne Aleksej optræder kun kort i filmens billeder, men er til stede som voice-over i nogle scener, herunder i omfattende dialog. Filmens struktur er diskontinuerlig og ikke-kronologisk uden et konventionelt plot og kombinerer hændelser, drømme, minder og nyhedsfilm. Filmen skifter mellem tre forskellige tidspunkter: Mellemkrigstiden (1935), krigstiden (1940'erne) og efterkrigstiden (1960'erne eller 70'erne).
Spejlet trækker i høj grad på Tarkovskijs egen barndom. Minder som evakueringen fra Moskva under krigen, en tilbagetrukket far og hans mor, der arbejdede som korrekturlæser på en trykkeri, er fremtrædende.

### Handling
Filmen åbner med, at Aleksejs unge søn Ignat tænder for et fjernsyn og ser en læge undersøgelse en mand, der stammer. Lægen formår at få sin patient til at sige uden afbrydelse: "Jeg kan tale". Efter åbningen udspiller der sig i filmen en scene på landet i tiden før krigen, hvor Aleksejs mor Marija, også kaldet Masja og Marusja, taler med en læge, der tilfældigvis kommer forbi. Det ydre og indre af Aleksejs bedstefars landsted ses. Den unge Aleksej, hans mor og søster ser på, mens familiens lade brænder ned. I en drømmesekvens vasker Maria sit hår.
I filmens efterkrigstidsperiode høres Aleksej tale i telefon med sin mor i telefon, mens der ses rum i en lejlighed. Der skiftes til perioden før krigen, hvor Maria febrilsk haster til sin arbejdsplads som korrekturlæser ved en trykkeri. Hun er bekymret for en fejl, hun måske har overset, men trøstes af sin kollega Liza (spillet af Alla Demidova), som så tilsyneladende får hende til at græde med harsk kritik. Tilbage i efterkrigstiden skændes Aleksej med sin ekskone, Natalja, som er blevet skilt fra ham og bor sammen med deres søn Ignat. Dette efterfølges af nyhedsfilmscener fra den spanske borgerkrig og af en ballonopsendelse i USSR.
I den næste scene, der foregår i Aleksejs lejlighed, møder Ignat en fremmed kvinde, der sidder ved et bord. På hendes anmodning læser Ignat en passage fra et brev af Pusjkin og modtager et telefonopkald fra sin far Aleksej. Det banker på døren, og Ignat åbner for en kvinde, der siger, hun har den forkerte lejlighed. Da Ignat vender tilbage til kvinden ved bordet, er hun forsvundet. Filmen skifter til krigstid, hvor den unge Aleksej instrueret i riffelskydning af en skydeinstruktør blandet med klip fra nyhedsfilm fra Anden Verdenskrig og den kinesisk-sovjetiske grænsekonflikt. Før krigen besøger Marija sin nabo med Aleksej. Kvinden introducerer Maria for sin søn og anmoder om, at hun slagter en hane, hvilket hun gør.
Ved krigens afslutning genforenes Aleksej og hans søster med deres far. Filmen vender derefter tilbage til skænderiet mellem Aleksej og hans hustru i efterkrigssekvensen. Der skiftes igen til førkrigstiden med scene med udsigter over landstedet og det omkringliggende landskab, der efterfølges af en drømmeagtig sekvens, der viser Marija, der leviterer. Filmen springer derefter til efterkrigstiden, og viser Aleksej tilsyneladende på sit dødsleje med en mystisk sygdom og holdende en lille fugl. Den sidste scene er i førkrigstiden og viser en gravid Marija med krydsklipning med scener, der viser Marija ung og gammel.

## Medvirkende
Flere af skuespillerne spiller flere roller
- Filipp Jankovskij som barnet Aleksej
- Ignat Daniltsev som den halvstore Aleksej
- Innokentij Smoktunovskij som den voksne Aleksej (kun stemme)
- Margarita Terekhova som den unge Marija/Masja (Aleksejs mor) og Natalja (Aleksejs hustru)
- Marija Visjnjakova (Tarkovskijs mor) som den ældre Marija
- Oleg Jankovskij som Aleksejs far
- Alla Demidova som Liza, Marias veninde i trykkeriet
- Anatoly Solonitsyn som læge
- Nikolaj Grinko som leder af trykkeriet
- Jurij Nazarov som skydeinstruktør
- Tamara Ogorodnikova som barnepige og underlig kvinde ved tebordet
- Larisa Tarkovskaja som Nadesjda, Aleksejs nabo
- Arseny Tarkovskij som fortæller og poet (kun stemme)
- Olga Kizilova som den rødhårede kvinde

## Temaer og fortolkning
Selvom Spejlet af flere kritikere og filmfolk er meget rost, betragtes filmen fortsat som gådefuld eller ligefrem uforståelig. Forfatteren og filmkenderen Natasha Synessios skrev i sin bog om Spejlet, at filmens struktur er tættere på et musikstykke end en fortællende film, og bemærkede, at Tarkovskij "altid fastholdt, at han brugte musikkens love som filmens organisatoriske princip ... vægten er ikke lagt på logikken, men formen af strømmen af begivenheder." Kritikeren Antti Alanen kaldte filmen en "rumodyssé ind i psykens indre" og Tarkovskijs egen personlige version af Marcel Prousts På sporet af den tabte tid. Howard Hampton hævdede, at værkets centrale emne er "fortidens uundgåelige persistens."

## Produktion
Idéen til Spejlet opstod i 1964, hvor Tarkovskij nedskrev sin idé til en film om en mands drømme og minder, uden at manden viste sig på lærredet. De første afsnit af Spejlet blev skrevet, mens Tarkovskij arbejdede på Den yderste dom. Efter at have færdiggjort Den yderste dom tog Tarkovskij til filmfotografens feriested for at skrive manuskriptet til Spejlet med Aleksandr Misjarin. Manuskriptet fik titlen Tilståelse og blev forelagt filmudvalget på det statslige Goskino. Selvom manuskriptet indeholdt populære temaer som en heroisk mor, krigen og patriotisme, blev forslaget afvist. Hovedårsagen var højst sandsynligt det komplekse og utraditionelle manuskript. Desuden sagde Tarkovskij og Misjarin klart, at de ikke vidste, hvad filmens endelige form ville blive; dette skulle besluttes under optagelserne. 
Med manuskriptet afvist af filmkomiteen fortsatte Tarkovskij med at lave filmen Solaris. Hans dagbogsoptegnelser viser dog, at han stadig var ivrig efter at lave Spejlet. I 1972 blev chefen for Goskino udskiftet, og den nye direktør, Filipp Ermasj, godkendte filmens manuskript i sommeren 1973. Tarkovskij fik et budget på 622.000 rubler og 7.500 meter Kodak-film, stillet til rådighed.
Tarkovskij omskrev løbende manuskriptet til Spejlet, og filmen havde flere arbejdstitler under forberedelserne. Den seneste udgave af manuskriptet blev skrevet i 1974, mens Tarkovskij var i Italien. Filmen fik den endelige titel Spejlet, under optagelserne til filmen. Filmen indeholder flere scener med spejle, med nogle scener optaget i reflektion.
I første omgang overvejede Tarkovskij Alla Demidova og den svenske skuespillerinde Bibi Andersson til rollen som moderen. Til sidst valgte han Margarita Terekhova.
Filmen indeholder ligesom Solaris en reference til Tarkovskijs film Den yderste dom fra 1969, da der i en scene optræder en filmplakat fra filmen om om ikonmaleren Andrej Rubljov.
Optagelserne fandt sted mellem juli 1973 og marts 1974. Udendørsscenerne blev optaget i Tutsjkovo lidt udenfor Moskva, og indendørsscenerne blev optaget i Mosfilms studier. Filmen naturalistiske stil indebar, at Terekhova ikke kunne bruge sminke og makeup i scenerne.
Tarkovskij fortalte, at der var meget arbejde med at redigere Spejlet. Der er omkring to hundrede skud i filmen, hvilket er meget få for en film af den længde. Det var først ved "en sidste, desperat omarrangering", at "filmen blev født". Han følte, at det var et "mirakel", at filmen holdt sammen.
Direktøren for Goskino, Filipp Ermasj, afviste i første omgang filmen i juli 1974, bl.a. fordi filmen var svært tilgængelig. Tarkovskij var rasende over afvisningen og legede med tanken om at lave en film uden for Sovjetunionen. Goskino godkendte til sidst Spejlet uden ændringer i efteråret 1974.

## Udgivelse
Filmen skulle være vist ved Filmfestivalen i Cannes, men Goskino tillod ikke, at filmen blev vist åp festivalen. Lederen af festivalen truede uden held med ikke at tage andre sovjetiske film på festivalen, hvis ikke Spejlet kunne blive vist. Mirror havde aldrig en officiel premiere på festivalen og havde kun en begrænset udgivelse i anden kategori med kun 73 eksemplarer. Selvom den officielt blev annonceret til september 1975, blev den vist allerede i marts 1975.

## Modtagelse
Da sovjetiske kritikere i november 1974 blev anmodet om at anmelde filmen, var meningerne delte. Nogle anså filmen for et mesterværk, der ville blive forstået bedre af senere generationer; andre anså filmen som en ufokuseret fiasko og at selv mere kultiverede seere ville anse filmen som uklar. De blandede anmeldelse medførte, at filmen havde en begrænset distribution i USSR. Ved visninger i biograferne var meningerne også delte; nogle udvandrede, andre roste den til skyerne.

## Eftermæle
Spejlet er ofte medtaget på listet over "verdens bedste film". I en meningsmåling i 2012 afviklet af det britiske filmmagasin Sight & Sound blev filmen stemt ind som nr. 8 på instruktørernes liste og som nr. 31 på kritikernes liste. Den britiske filmkritiker Peter Bradshaw anmeldte i 2004 filmen i The Guardian og kaldte filmen "et opsigtsvækkende stykke filmskabelse" og mange af dens billeder "transcendentalt strålende". British Film Institute beskriver filmen som "et værk med kumulativ og rytmisk effect" og dens ukonventionelle fortælleform krediteres for at være "pioneer for poetisk og rigt hentydende form." Filmen blev i 2018 optaget som nr. 20 på BBC's liste over de 100 bedste fremmedsprogede film i en afstemning blandt 209 filmkritikere fra 43 lande.
Spejlet blev nævnt af filminstruktøren Christopher Nolan som en inspiration til hans film fra 2023, Oppenheimer, særlig i relation til billederne.
På filmsitet Rotten Tomatoes har filmen en "approval rating" på 100% baseret på 26 anmeldelrser med en gennemsnitlig score på 9,2/10.